# Новопетровка (Кропивницкий район)
Новопетровка (укр. Новопетрівка) — село в Соколовской сельской общине Кропивницкого района Кировоградской области Украины.
Население по переписи 2001 года составляло 130 человек. Почтовый индекс — 27641. Телефонный код — 522. Код КОАТУУ — 3522587204.